# Hubert Falco
Hubert Falco (ur. 15 maja 1947 w Pignans) – francuski polityk, wiceminister i sekretarz stanu w różnych rządach, burmistrz Tulonu.

## Życiorys
Urodził się w rodzinie włoskich emigrantów, którzy osiedlili się we Francji po I wojnie światowej. Ukończył studia biznesowe. W połowie lat 70. został dyrektorem generalnym w fabryce Melan Moutet.
W 1971 po raz pierwszy objął funkcję publiczną, kiedy to został radnym Pignans. Początkowo związany z organizacjami lewicowymi, przystąpił pod koniec lat 70. do Partii Republikańskiej i wraz z nią do federacyjnej Unii na rzecz Demokracji Francuskiej. Po przekształceniu PR został członkiem Demokracji Liberalnej, od 2002 działał w powstałej m.in. na bazie DL Unii na rzecz Ruchu Ludowego, przekształconej następnie w partię Republikanie.
W latach 1983–2001 sprawował urząd mera rodzinnego Pignans. Od 1985 do 2002 był także radnym rady departamentu Var, od 1994 sprawował urząd przewodniczącego tego departamentu. W okresie 1988–1995 zasiadał w Zgromadzeniu Narodowym. Mandat poselski złożył w 1995 w związku z wyborem do Senatu. W 2001 wybrany na mera Tulonu (reelekcję uzyskał w 2008, 2014 i 2020).
W 2002 zrezygnował z zasiadania w Senacie, obejmując stanowisko sekretarza stanu ds. emerytów. W 2004 krótko był ministrem delegowanym, odpowiedzialnym z tym samym zakresem obowiązków. Od 2004 do 2008 ponownie zasiadał w Senacie. 18 marca 2008 powierzono mu funkcję sekretarza stanu ds. rozwoju terytorialnego w rządzie François Fillona. 23 czerwca 2009 przeszedł do resortu obrony jako sekretarz stanu ds. kombatantów. Po odejściu z rządu w listopadzie 2010 powrócił do sprawowania mandatu senatora, utrzymując mandat również we wrześniu 2014 (wykonywał go do 2017). W 2021 zrezygnował z członkostwa w Republikanach.